# Bianzè
Bianzè är en ort och kommun i provinsen Vercelli i regionen Piemonte, Italien. Kommunen hade 1 916 invånare (2018).